# Остапковцы (Хмельницкая область)
Остапковцы (укр. Остапківці) — село в Хмельницком районе Хмельницкой области Украины.
Население по переписи 2001 года составляло 544 человека. Почтовый индекс — 32022. Телефонный код — 3251. Занимает площадь 3,425 км². Код КОАТУУ — 6821286201.

## Персоналии
- Грабянка, Тадеуш (740—1807) — польский граф, алхимик, мистик и иллюминат.

## Местная власть
32000, Хмельницкая обл., Хмельницкий р-н, г. Городок